# حمود الجبري
حمود ناصر العبد الله الجبري (1942 -16 يوليو 2010)، نائب سابق، شارك في انتخابات مجلس الأمة الكويتي عام 1982 من خلال الانتخابات التكميلية، ثم فاز بعضوية مجلس الأمة أعوام 1985 - 1992 - 1999، وعضوية المجلس الوطني الكويتي عام 1990 ليكون أحد أكثر النواب الذين مثلوا دائرة خيطان لأربعة فصول تشريعية، تخرج مع الدفعة الأولى لمعهد المعلمين وعمل مدرسا عام 1964 لسنتين ثم ترقى إلى وكيل مدرسة لمدة عامين ليصبح بعدها ناظرا حتى تقاعد عام 1981.

## مواقفه في مجلس الأمة
| الكتل                                  | لا ينتمي إلى الكتلة        |
| اللجان                                 | الشؤون المالية والاقتصادية |
| طرح الثقة بالوزير ضيف الله شرار (2003) | معارض طرح الثقة            |
| طرح الثقة بالوزير الإبراهيم (2002)     | معارض طرح الثقة            |
| تجنيس البدون (2000)                    | غير موجود                  |
| طرح الثقة بالصبيح (2000)               | معارض طرح الثقة            |
| حقوق المرأة السياسة (1999)             | غير موافق                  |

## وفاته
أعلن عن وفاة النائب السابق حمود الجبري في تاريخ 16 يوليو 2010، حيث كان يرقد لفترة طويلة في المستشفى بعد مرض لازمة لأكثر من سنتين، ودُفن في مقبرة الصليبيخات.